# Абыйский улус
Абы́йский улу́с (райо́н) (якут. Абый улууһа) — административно-территориальная единица (улус или район) и муниципальное образование (муниципальный район) в Республике Саха (Якутия) Российской Федерации.
Административный центр — посёлок городского типа Белая Гора.

## География
Расположен в Заполярье (географические координаты: 146°25’ восточной долготы и 68°32’ северной широты), на Колымской низменности.
Граничит с Аллаиховским, Среднеколымским, Верхнеколымским, Момским и Усть-Янским улусами. Территория — 69,4 тыс. км².
По территории района протекает одиннадцатая по длине река России — Индигирка и река Уяндина. В районе находятся следующие населённые пункты — Сутуруоха, Куберганя, Абый, Сыаганнах, Кенг-Кюёль.
Здесь также расположено очень много мелких и крупных озёр (около 12000), из которых самое крупное — озеро Ожогино; другие крупные озёра: Сутуруоха, Арга-Талахтах, Киллем, Арга-Кюель, Абый, Максима, Кюрюнке. Ландшафт в основном представлен лесотундрой, в растительности преобладает даурская лиственница.

## История
Абыйский район образован 25 мая 1930 года. Первоначально центром района было село Абый. 10 января 1941 года центр был перенесён в село Дружино (позже — пгт Дружина). В 1974 году центр района перенесён в пгт Белая Гора.

## Население
| 1939  | 1959  | 1970  | 1979  | 1989  | 2002  | 2007  | 2008  | 2009  |
| ----- | ----- | ----- | ----- | ----- | ----- | ----- | ----- | ----- |
| 2984  | ↗3185 | ↗3688 | ↗4803 | ↗6097 | ↘4750 | ↘4605 | ↘4572 | ↘4185 |
| 2010  | 2011  | 2012  | 2013  | 2014  | 2015  | 2016  | 2017  | 2018  |
| ↗4425 | →4425 | ↘4353 | ↘4305 | ↘4196 | ↘4125 | ↘4095 | ↘4058 | ↘4018 |
| 2019  | 2020  | 2021  | 2022  | 2023  |       |       |       |       |
| ↘3979 | ↘3949 | ↘3838 | ↘3797 | ↘3786 |       |       |       |       |

### Национальный состав
| № |                           | Численность населения, чел. (2010) | % от всего | % от указав- ших нацио- наль- ность |
| - | ------------------------- | ---------------------------------- | ---------- | ----------------------------------- |
|   | всего                     | 4425                               | 100,00 %   |                                     |
| 1 | Якуты                     | 3541                               | 80,02 %    | 80,08 %                             |
| 2 | Русские                   | 386                                | 8,72 %     | 8,73 %                              |
| 3 | Эвены                     | 348                                | 7,86 %     | 7,87 %                              |
| 4 | Эвенки                    | 53                                 | 1,20 %     | 1,20 %                              |
| 5 | Украинцы                  | 23                                 | 0,52 %     | 0,52 %                              |
|   | другие                    | 71                                 | 1,60 %     | 1,61 %                              |
|   | указали национальность    | 4422                               | 99,93 %    | 100,00 %                            |
|   | не указали национальность | 3                                  | 0,07 %     |                                     |

## Муниципально-территориальное устройство
Абыйский улус (район), в рамках организации местного самоуправления, включает 6 муниципальных образований, в том числе 1 городское поселение (с единственным в его составе посёлком городского типа) и 5 сельских поселений (наслегов):
| № | Муниципальное образование     | Административный центр | Количество населённых пунктов | Население (чел.) | Площадь (км²) |
| - | ----------------------------- | ---------------------- | ----------------------------- | ---------------- | ------------- |
| 1 | посёлок Белая Гора            | пгт Белая Гора         | 1                             | ↘1905            | 11134,64      |
| 2 | Абыйский наслег               | село Абый              | 2                             | ↘482             | 7610,36       |
| 3 | Майорский национальный наслег | село Куберганя         | 1                             | ↗479             | 19205,58      |
| 4 | Мугурдахский наслег           | село Сыаганнах         | 1                             | ↘370             | 19118,83      |
| 5 | Уолбутский наслег             | село Кенг-Кюёль        | 1                             | →198             | 10768,32      |
| 6 | Урасалахский наслег           | село Сутуруоха         | 1                             | ↗414             | 1596,78       |

### Населённые пункты
В Абыйском улусе 7 населённых пунктов.
| № | Населённый пункт | Тип  | Население | Муниципальное образование     |
| - | ---------------- | ---- | --------- | ----------------------------- |
| 1 | Абый             | село | ↘483      | Абыйский наслег               |
| 2 | Белая Гора       | пгт  | ↘1905     | посёлок Белая Гора            |
| 3 | Дёску            | село | ↘47       | Абыйский наслег               |
| 4 | Кенг-Кюёль       | село | →198      | Уолбутский наслег             |
| 5 | Куберганя        | село | ↗479      | Майорский национальный наслег |
| 6 | Сутуруоха        | село | ↗414      | Урасалахский наслег           |
| 7 | Сыаганнах        | село | ↘370      | Мугурдахский наслег           |

## Известные люди
- Ефимов Никодим Николаевич — доктор физико-математических наук, профессор, лауреат Ленинской премии, заслуженный деятель науки Республики Саха (Якутия). Был заместителем директора института космофизики и аэрономии. Почётный гражданин Абыйского улуса.
- Ефимов Гаврил Николаевич — участник Великой Отечественной войны, воевал на Ленинградском, Западном и Белорусском фронтах. Войну завершил в апреле 1945 года командиром взвода артиллерийского полка. Окончил МГУ и Московский институт цветных металлов. После войны работал научным сотрудником НИИ оловянной промышленности и Института неорганической химии СО АН СССР в Новосибирске. Кавалер орденов Отечественной войны I и II степеней, Красной Звезды, боевых медалей «За оборону Москвы», «За оборону Ленинграда», «За победу над Германией», Почётный гражданин Абыйского улуса.
- Неустроев Николай Петрович — первый чемпион СССР среди взрослых из якутян. Многократный чемпион Якутии по вольной борьбе. Мастер спорта международного класса. Чемпион СССР, РСФСР, победитель многих всесоюзных, международных турниров. Заслуженный тренер Российской Федерации и Республики Саха (Якутия). Государственный тренер СССР по Якутской АССР (1981—1987).
- Никулин Спиридон Иннокентьевич — знатный оленевод совхоза «Майорский» Абыйского улуса. За высокие показатели по сохранению стада и получении тугутов присвоено почётное звание «Заслуженный работник народного хозяйства РСФСР». Награждён орденом Трудовой Славы III степени.
- Слепцов Аркадий Егорович — доктор технических наук, профессор. Лауреат премии комсомола Якутии, медалист АН Монгольской Народной Республики, лауреат Государственной премии Республики Саха (Якутия) (посмертно), автор 8 крупных монографий, свыше 200 научных трудов. Его именем названа Абыйская средняя школа.
- Слепцов Николай Васильевич («Абыйчанин») — писатель, публицист, журналист.
- Шараборин Никифор Дмитриевич — окончивший в 1912 году Иркутскую учительскую семинарию. Он был послан из Якутска в 1913 году в обширный и глухой Абыйский район и там впервые открыл одноклассное начальное церковно-приходское училище. Поставил учебную работу на высокий уровень, сумел привить детям любовь к знаниям и заслужил уважение местных жителей. В 1918 году его усилиями была построена первая типовая школа в селе Абый. В 1920 году Никифора Дмитриевича назначили уполномоченным губчека Верхоянского округа. Он погиб в 1922 году в горах Верхоянья, попав в засаду белобандитов. В память о нём названа одна из улиц в центре Абыйского района.

## Палеонтология
- В 2015 году в Абыйском районе в месте естественного обрушения берега реки Уяндина (приток Индигирки) были найдены два пещерных львёнка, получивших имена Уян и Дина. Они погибли в возрасте трех недель[32].
- В 2016 году на берегу реки Тирехтях нашли мумию лемминга, которую радиоуглеродным методом датировали возрастом 41 305 — 41 885 лет назад. Методов ДНК-штрихкодирования (молекулярной идентификации, позволяющей по коротким генетическим маркерам ДНК) по митохондриальному гену COB (cyt b) удалось установить максимальное сходство тирехтяхского лемминга с современным сибирским леммингом (Lemmus sibiricus)[33].
- В 2018 году вблизи реки Тирехтях (приток Индигирки) в 15 метрах от места на реке Семюелях (Semyuelyakh River[34]), где в 2017 году был найден детёныш пещерного льва Борис[35], нашли останки ещё одного пещерного львёнка[36], которому не больше месяца[37][38]. Ему дали кличку Спартак, длина его тела составляет 40 см, а масса равна 800 г[39]. По данным томографического сканирования выяснилось, что Спартак на самом деле женского пола[40]. В ходе генетической экспертизы определили, что львята не были родственниками — они различаются по возрасту примерно на 15 000 лет. Радиоуглеродный методом Борис датируется возрастом 43 448±389 лет, а Спарта — возрастом 27 962±109 лет[41][42].
- 2018 году на берегу реки Тирехтях была найдена голова жившего 40 тыс. л. н. волка длиной 40 см, у которой сохранились мягкие ткани[43].